# Пахапилл, Микк
Микк Пахапилл (эст. Mikk Pahapill; род. 18 июля 1983, Кингисепп) — эстонский легкоатлет, специалист по многоборьям. Выступал за сборную Эстонии по лёгкой атлетике в 2002—2016 годах, чемпион Европы в семиборье, победитель Кубка Европы в личном и командном зачётах, чемпион Эстонии в семиборье и десятиборье, участник летних Олимпийских игр в Пекине.

## Биография
Микк Пахапилл родился 18 июля 1983 года в городе Курессааре Эстонской ССР. Проходил подготовку в Таллине в столичном спортивном клубе «Стамина».
Впервые заявил о себе в лёгкой атлетике на международном уровне в сезоне 2002 года, когда вошёл в состав эстонской национальной сборной и выступил на юниорском мировом первенстве в Кингстоне, где стал в программе десятиборья девятым.
В 2005 году одержал победу в личном и командном зачётах на Кубке Европы по легкоатлетическим многоборьям в Быдгоще, занял 12-е место на чемпионате мира в Хельсинки.
На Кубке Европы 2006 года в Арле стал четвёртым в личном зачёте и помог своим соотечественникам выиграть бронзовые медали мужского командного зачёта, тогда как на чемпионате Европы в Гётеборге без результата досрочно завершил выступление в десятиборье.
В 2008 году в первый и единственный раз в карьере победил на чемпионате Эстонии в десятиборье. Благодаря череде удачных выступлений удостоился права защищать честь страны на летних Олимпийских играх в Пекине — набрал в сумме всех дисциплин десятиборья 8178 очков, расположившись в итоговом протоколе соревнований на 11-й строке (впоследствии в связи с дисквалификацией россиянина Александра Погорелова поднялся до десятой позиции).
После пекинской Олимпиады Пахапилл остался в составе эстонской национальной сборной и продолжил принимать участие в крупнейших международных стартах. Так, в 2009 году с личным рекордом в 6362 очка он победил в семиборье на чемпионате Европы в помещении в Турине, стал серебряным призёром на международных соревнованиях Décastar во Франции, выступил на чемпионате мира в Берлине.
В 2010 году на домашнем Кубке Европы в Таллине получил серебро в личном зачёте и золото в командном. На чемпионате Европы в Барселоне был четвёртым.
В 2011 году занял 13-е место в семиборье на чемпионате Европы в помещении в Париже. В десятиборье с личным рекордом в 8398 очков взял бронзу на международных соревнованиях Hypo-Meeting в Австрии, показал девятый результат на чемпионате мира в Тэгу.
В 2013 году на Кубке Европы в Таллине был третьим в личном и командном зачётах, в то время как на чемпионате мира в Москве занял итоговое 17-е место.
В 2014 году отметился победой на Décastar.
Был заявлен на чемпионат Европы 2016 года в Амстердаме, но в конечном счёте на старт здесь не вышел.
Завершив спортивную карьеру, в 2016—2017 годах работал тренером в спортивном клубе Таллинского технического университета.